# Rauvolfia mattfeldiana
Rauvolfia mattfeldiana är en oleanderväxtart som beskrevs av Markgraf. Rauvolfia mattfeldiana ingår i släktet Rauvolfia och familjen oleanderväxter. Inga underarter finns listade i Catalogue of Life.